# Rhétorique anti-LGBT
« Gaystapo » redirige ici. Pour l’article homophone, voir Gestapo.
 (juin 2022).
Motif : Des éléments anecdotiques qui côtoient des analyses historiques plus générales
La rhétorique anti-LGBT comprend des thèmes, des expressions et des slogans qui sont utilisés pour rabaisser les personnes lesbiennes, gays, bisexuelles et transgenres (LGBT). Elles vont des expressions péjoratives et humiliantes jusqu'à l'hostilité envers l'homosexualité, fondées sur des motifs religieux, médicaux ou moraux. Il s'agit d'une forme de discours de haine qui est illégale dans des pays comme les Pays-Bas, la Norvège et la Suède.
Elle consiste souvent en une panique morale et en des théories du complot. En Europe de l’Est, ces théories du complot s’appuient sur des théories du complot antisémites antérieures et postulent que le mouvement LGBT est un instrument de contrôle et de domination étrangers.
Des expressions comme lobby ou mafia gay, homosexuel(le), LGBT ou lavande ainsi qu'Homintern, Khmers roses et gaystapo sont des termes homophobes et péjoratifs nés à partir du milieu du XXe siècle pour désigner les associations militant pour les droits des personnes LGBT ou, parfois, un supposé complot destiné à renverser l'ordre moral traditionnel. Ce complot supposé est lui-même qualifié d’agenda LGBT, gay ou homosexuel.

## Appellations

### Homintern
Dans les années 1950, l'expression « Homintern » (mot-valise entre les termes Homo(sexuel) et Komintern) est utilisée dans des magazines populaires américains et britanniques pour dénoncer un système d'amitiés entre homosexuels, censés contrôler les domaines artistiques et culturels. La rumeur expliquait qu'il existait un réseau mondial homosexuel de propriétaires de galeries d'art, de metteurs en scène, de grands couturiers, de producteurs, de réalisateurs, de photographes, de directeurs de sociétés de production musicale, qui déciderait des personnes ayant le droit d'intégrer l'élite artistique, deviendrait un célèbre acteur, chanteur, mannequin, etc.
Le terme « Homintern » a également été utilisé pour dénoncer les supposés liens entre l'URSS et la communauté homosexuelle. Il a notamment servi pour évoquer Anthony Blunt, célèbre espion homosexuel qui travaillait pour le NKVD/KGB tout en étant une personnalité très respectée dans le monde artistique (voir Cinq de Cambridge).
Le terme n'est plus usité à compter des années 1980 et de la chute de l'URSS.

### Mafia homosexuelle, gay ou lavande
En 1967, le critique Kenneth Tynan utilise pour la première fois l'expression dans un article consacré à la « mafia homosexuelle dans les arts » qu'il propose au magazine Playboy. Le directeur du magazine refuse l'article mais déclare à son auteur que « les cabots du monde de la culture rendent plus que jamais hommage aux pédés ». Playboy publie ensuite une série d'articles consacrés à l'homosexualité en avril 1971.
Le terme « mafia lavande » est utilisé, pour la première fois, dans les années 1970 par Steven Gaines dans un article de l'édition dominicale du Daily News. Le journaliste y décrit alors la direction de la Robert Stigwood Organization, une compagnie cinématographique et musicale britannique. Steven Gaines reprend ensuite l'expression dans un roman à clef consacré au Studio 54 et intitulé The Club. Il y décrit alors un groupe d'homosexuels influents constitué notamment de Calvin Klein, Truman Capote, Halston et Andy Warhol. Bien qu'assimilé à une puissante caste sociale, ce groupe n'est cependant pas décrit comme une alliance maligne destinée à gouverner le monde du cinéma ou de la politique.
Au fil des années, le mot « lavande » est remplacé par « gay ». En 2002, l'agent artistique Michael Ovitz accuse ainsi la « mafia gay » d'être responsable de l'échec de sa compagnie Artists Management Group dans une interview au magazine Vanity Fair,.

### Lobby gay, homosexuel ou LGBT
L'expression de lobby LGBT se développe après la Seconde Guerre mondiale. Pour la sociologue Sylvie Tissot, l'expression lobby LGBT fait partie d'un discours dont le but est de discréditer les personnes LGBT. Le lobby LGBT correspond à un fantasme selon lequel les militants LGBT agiraient dans le secret pour servir leurs propres objectifs et feraient du prosélytisme et le terme lobby renvoie aux organisations dominantes, comme le lobby du tabac, auxquelles n'appartiennent pas les organisations LGBT qui font partie d'une catégorie discriminée.
Pour la linguiste Pauline Hass, l'expression lobby LGBT est dotée d'une connotation péjorative, et sous-entend une force d'influence que n'a pas l'expression « militants LGBT ».
Selon la journaliste Clémence Allezard, l'expression de lobby LGBT est utilisée pour effrayer, alors que les organisations LGBT n'ont pas d'intérêt privé et n'y ont pas d'intérêt financier.

#### Évocations
En France, le député UMP Christian Vanneste, use en 2011 de l'expression « lobby gay ». Aymeric Chauprade, eurodéputé Front national, use de l'expression en 2014 pour dénoncer ce qu'il perçoit comme un « lobby gay » très influent auprès de Marine Le Pen. David Douillet s'insurge en 2015 que certains électeurs l'accusent de « financer le lobby LGBT » pour avoir décidé de soutenir Le Refuge, une association chargée de venir en aide aux adolescents démunis jetés hors de chez eux par l'homophobie de leur famille.
En mars 2018, questionnée au sujet d'un texte du Parlement européen appelant les États membres à interdire les thérapies de conversion pour « soigner » les personnes LGBT+, Nadine Morano dit considérer « qu’il y a un lobby LGBT puissant sur les réseaux sociaux ». La même année, Élisabeth Lévy s'insurge sur le plateau de CNews qu'il y ait un « lobby gay » à la mairie de Paris. En novembre 2018, la députée Agnès Thill est publiquement réprimandée par son propre groupe pour avoir mentionné dans un tweet l'existence d'un « puissant lobby LGBT » à l'Assemblée nationale.
Selon la presse italienne, à la suite de l'affaire des fuites au Vatican (2012), un rapport sur les bassesses de la curie romaine aurait en outre révélé au pape Benoit XVI l'existence d'un « lobby gay » au Vatican. En août 2018, le prélat italien Mgr Carlo Maria Viganò dénonce un « lobby gay » dans l'Église désignant par là un réseau de « prélats homosexuels » et de « prélats pro-gays », au plus haut niveau du Vatican, y compris dans l'entourage immédiat du pape François, cherchant, selon lui, à « subvertir » l'enseignement de l'Église contre l'homosexualité.

### Khmers roses
Le terme est issu de l'ouvrage de François Devoucoux du Buysson : Les Khmers roses, Essai sur l'idéologie homosexuelle. « Khmers roses » sert alors à dénoncer le supposé « terrorisme intellectuel » de la communauté homosexuelle et sa « volonté totalitaire » d'imposer son mode de vie à la société tout entière.

### Gaystapo
Dans les médias francophones de l'extrême droite sur Internet, il est aussi utilisé le mot-valise de gaystapo, par homophonie avec la Gestapo du Troisième Reich.

### Agenda homosexuel, gay ou LGBT
Lié aux théories du complot, le terme d'« agenda homosexuel » est utilisé par certains mouvements conservateurs pour dénoncer le travail des militants LGBT en faveur des droits des minorités sexuelles et leurs efforts pour transformer les lois de leurs pays respectifs en faveur de plus de tolérance vis-à-vis de la communauté LGBT.
Dans certains cas, le terme est également utilisé dans le but de dénoncer la soi-disant volonté des homosexuels de « recruter » de nouveaux « membres » en s'attaquant prioritairement aux enfants. Le terme a ainsi été utilisé dans ce sens par Anita Bryant et l'organisation Save Our Children dans les années 1970. Le terme d'homosexualisme a fait également apparition.

### Idéologie LGBT
En 2013, le blog conservateur American Thinker publie plusieurs articles utilisant l'expression « idéologie LGBT ». Le philosophe catholique italien Roberto Marchesini utilise cette expression dans un article de 2015, l'assimilant au concept antérieur de « idéologie du genre ». Dans son article, il ne définit ni l'idéologie LGBT ni l'idéologie du genre,. En 2017, plusieurs hommes politiques islamiques conservateurs de Malaisie et d'Indonésie ont attaqué « l'idéologie LGBT »,.
Lors d'un sermon le 1er août 2019, l'archevêque polonais Marek Jędraszewski a qualifié « l'idéologie LGBT » de « fléau arc-en-ciel » et l'a comparée à la « peste rouge » du communisme,. À la suite de cela, le cardinal tchèque Dominik Duka a également commenté « l'idéologie LGBT ». En septembre 2019, Stanley Bill, professeur à l'université de Cambridge qui étudie la Pologne, a déclaré que « les alarmistes à propos de « l'idéologie LGBT » sont presque devenus une politique officielle en Pologne, les insinuations souvent désagréables de la part des membres du gouvernement et des médias publics étant désormais la norme ».

### Essais développant l'idée de l'existence d'un lobby homosexuel
- François Devoucoux du Buysson, Les Khmers roses, Essai sur l'idéologie homosexuelle, Blanche, 2003 (ISBN 2846280711)
- (en) Stanley Monteith, AIDS: The Unnecessary Epidemic America Under Siege… The frightening story telling how the AIDS and Gay Lobbies have been able to prevent physicians from monitoring or controlling this epidemic, Covenant House Books, 1995 (ASIN B000LML3TE)
- Christian Vanneste, M… au lobby gay !, Mordicus, 2013 (ISBN 2918414670)

### Études sur l'histoire de cette théorie du complot
- (en) Michael S. Sherry, Gay Artists in Modern American Culture: An Imagined Conspiracy, The University of North Carolina Press, 2007  (ISBN 0807831212)
- (en) Gregory Woods, « The 'Conspiracy' of the 'Homintern' » dans The Gay & Lesbian Review Worldwide, 10, 3, mai 2003  (ISSN 1532-1118)